# Harutaka Ōno
Harutaka Ōno (jap. 大野 敏隆, Ōno Harutaka; * 12. Mai 1978 in der Präfektur Saitama) ist ein ehemaliger japanischer Fußballspieler.

## Laufbahn
Harutaka Ōno begann mit dem Fußball während der Grundschule, wo er im Verein Maebashi Junior spielte, dann in der Mannschaft der Nankitsu-Mittelschule in Maebashi, sowie schließlich der Handelsoberschule Maebashi. Nach seinem Schulabschluss wurde er 1997 vom Erstligisten Kashiwa Reysol verpflichtet für den er bis 2005 spielte, wobei er 2003 an Kyoto Purple Sanga und 2004 an Nagoya Grampus Eight ausgeliehen wurde. Im Anschluss kam er zu Tokyo Verdy, wo er 2008 auch seine Karriere beendete.
Mit der japanischen U-20-Nationalmannschaft qualifizierte er sich für die Junioren-Fußballweltmeisterschaft 1997. Er war auch Mitglied der Olympiaauswahl (U-23) für die Sommerspiele in Sydney.

## Errungene Titel
- J. League Cup: 1999